# Hans Leip

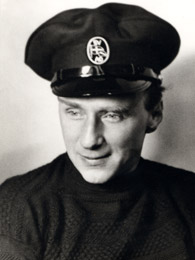
Hans Leip

Hans Leip (Pseudonym: Li-Shan Pe; * 22. September 1893 in Hamburg; † 6. Juni 1983 in Fruthwilen (Kanton Thurgau)) war ein deutscher Dichter, Schriftsteller, Maler und Grafiker.

## Leben
Leip war der Sohn eines ehemaligen Seemanns und Hafenarbeiters im Hamburger Hafen und wuchs in Hamburg auf. Ab 1900 besuchte er eine Volksschule, von 1905 an eine Präparandenschule und von 1909 bis 1914 eine Seminarschule, an der er 1914 die Lehrbefugnis für die Fächer Sport und Religion erlangte. Ab Ostern 1914 war er Lehrer in Hamburg-Rothenburgsort.
1915 wurde Leip zum Militär einberufen; seine Ausbildung zum Gardefüsilier erfolgte in der Maikäferkaserne in Berlin. Es folgten Einsätze an der Ostfront und in den Karpaten. 1916 heiratete er Lina Stellmann (1895–1969), mit der er die Tochter Grita (1920–1981) hatte. Nach einer Verwundung im Jahre 1917 wurde er für dienstuntauglich erklärt.
Leip kehrte in seinen Lehrerberuf zurück, gleichzeitig begann er, in Hamburger Zeitungen Kurzgeschichten zu veröffentlichen. Von Oktober 1917 bis Dezember 1919 schrieb er Kunstkritiken für die Neue Hamburger Zeitung (1922 aufgegangen im Hamburger Anzeiger) und versuchte sich als Grafiker. 1919 fand die erste Ausstellung von Leips grafischen Arbeiten statt, der zu dieser Zeit das Leben eines Bohemiens führte. 1920 erschien Leips erstes Buch, das, wie viele seiner Werke, vom Autor selbst grafisch gestaltet war. In dem Jahr trat er zudem der Hamburgischen Künstlerschaft bei.
In den 1920er Jahren unternahm Leip ausgedehnte Reisen, die ihn u. a. nach Paris, London, Algier und New York führten. 1925 heiratete er in zweiter Ehe Gretl Maria Haalck (1895–1939), mit der er zwei Töchter hatte; im selben Jahr gelang ihm der literarische Durchbruch mit dem Seeräuberroman Godekes Knecht, der mit einem von der Kölnischen Zeitung gestifteten Preis ausgezeichnet wurde. Parallel zur Arbeit an seinen literarischen Werken, die in den 1930er und 1940er Jahren hohe Auflagen erzielten, war Leip weiter als Maler, Zeichner und Bildhauer tätig. Während des Zweiten Weltkriegs lebte er anfangs in Hamburg und Norddeutschland, ab 1940 dann vorwiegend am Bodensee und in Tirol.
Für die UFA-Filme Gasparone (1937), Nordlicht (1938) und Der letzte Appell (1940) schrieb Leip an den Drehbüchern mit. Er ließ sich von der NS-Propagandaführung als Biograph des zum arischen Kämpfertypus stilisierten Boxstars Max Schmeling gewinnen und nahm 1940 und 1941 an den sogenannten Weimarer Dichtertreffen teil, die von Joseph Goebbels als Schaulauf für die nationalsozialistische Literaturelite organisiert wurden. In der 1939 bis 1945 von der NS-Okkupationsmacht herausgegebenen Krakauer Zeitung erschienen mehr als fünfzig Texte von Hans Leip. Am 1. September 1942 wurde Leip gemeinsam mit rund fünfzig weiteren Schriftstellern und Drehbuchautoren von Adolf Hitler das Kriegsverdienstkreuz II. Klasse ohne Schwerter verliehen.
Bis 1943 war Leip Mitarbeiter des aufgrund des 2. Weltkriegs nach Überlingen am Bodensee in den Gallerturm ausgelagerten Archivs mit seltenen Handschriften der Klassiker des Cotta-Verlags. Die spätere Cotta-Chef-Lektorin und zuletzt stellvertretende Verlags-Geschäftsführerin Kläre Buchmann (1908–1945) hatte Leip bereits 1936 kennengelernt und als 43-jähriger Verheirateter eine nebeneheliche Beziehung mit der 28-jährigen Ledigen begonnen; ihretwegen wechselt er zum Cotta-Verlag (wo 1937 sein Roman Der Matrose und Miß Lind erscheint).
1940, nach dem Tod seiner zweiten Ehefrau Gretel, heiratet Leip deren Schwester Ilse Haalck (1902–1993). Auch nach seiner dritten Heirat trifft sich Leip wiederholt heimlich mit Kläre Buchmann. Von Mai bis zum September 1943 leben Buchmann und Leip zusammen in Überlingen, im Spätjahr 1943 setzt sich Hans Leip immer häufiger von seiner Familie und dem bombardierten Hamburg zu Kläre Buchmann an den Bodensee ab. Ab Februar 1944 lebt Leip wieder dauerhaft in Süddeutschland, er zieht sich mit der von ihm schwangeren Buchmann für kurze Zeit auf die Wurmegg-Alm in Tirol zurück (Galtenberghaus oberhalb von Innsbruck), wo am 6. Dezember des Jahres die gemeinsame Tochter Agathe zur Welt kommt. Ende Oktober 1945 fährt Leip zurück zu seiner Familie nach Hamburg, während Kläre Buchmann an den Bodensee zu ihrer Mutter zurückkehrt.
Am 1. Dezember 1945 nimmt Kläre Buchmann sich in Überlingen das Leben – bald nach der Niederkunft hatte sie eine Psychose entwickelt. Leip adoptiert ihre kurz zuvor geborene gemeinsame Tochter, die bei der Wirtin des Galtenbergshauses Maria Neumayer als Pflegemutter in Tirol lebt, löst die Ehe mit Ilse Haalck auf, und lässt sich im Schweizer Kanton Thurgau nieder.
1949 heiratet Leip zum vierten Mal: Die Verlagsangestellte Käthe Bade (1914–1992); nach Oswald Burger „mystifiziert er sie zu einer Art Wiedergeburt von Kläre Buchmann“ – sie war ähnlich alt wie die Buchmann und hatte auch dieselben Namens-Initialen.
Ab den 1960er Jahren widmet sich Leip wieder verstärkt den bildenden Künsten, insbesondere der Malerei.

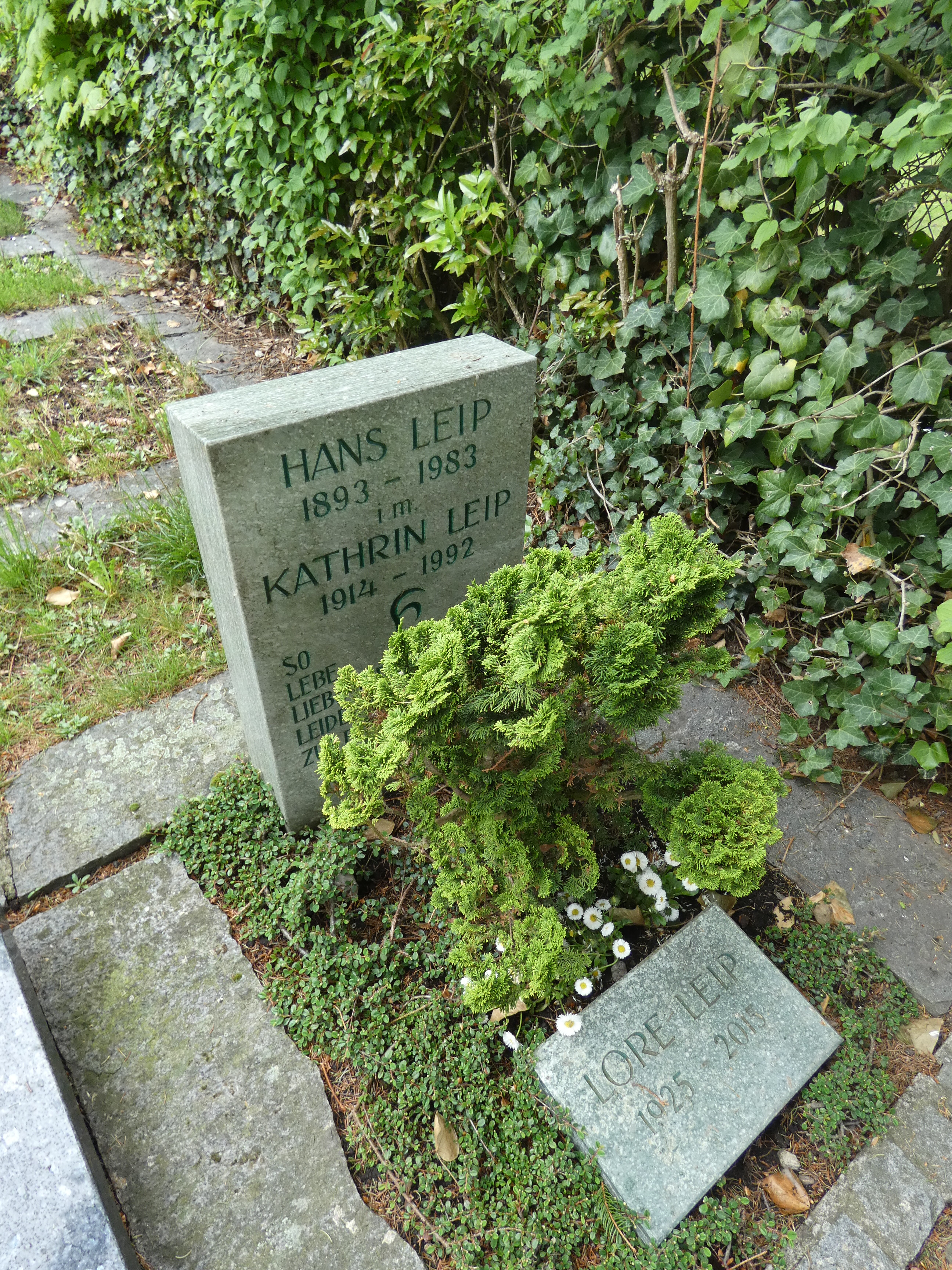
Grabstätte Leips und seiner vierten Frau Kathrin („Käthe“, geb. Bade) sowie von Lore Leip auf dem katholischen Friedhof in Horn auf der Halbinsel Höri am Untersee

1982 stirbt er mit 89 Jahren in Fruthwilen im Thurgau; sein mit seiner vierten Frau Käthe gemeinsames Grab befindet sich
am nordwestlichen Rand des Friedhofs der römisch-katholischen Pfarrkirche St. Johann und Vitus auf der Höri in Horn am Untersee.
In seinen Memoiren erinnert sich Leip an Kläre Buchmann; seinen vier Kindern „war er ebenso wenig sorgender Vater wie ihren Müttern ein treuer Ehemann“.

## Werk und Wirkung
Hans Leips literarisches Werk besteht aus Romanen, Erzählungen, Gedichten, Theaterstücken, Hörspielen und Filmdrehbüchern. Vorherrschende Themen sind das Meer und die Seefahrt. Leips frühe Werke standen unter dem Einfluss des Expressionismus und schlugen häufig ekstatische Töne an. Mit fabulierfreudigen und unterhaltsamen erzählerischen Werken erzielte Leip später große Publikumserfolge.
Der Sprachwissenschaftler Richard Schulz, ein früher Leser der Werke von Leip, beschrieb die Wirkung, insbesondere in der Zeit nach 1933, so: „Nach meiner Erinnerung war er überhaupt der Einzige in Hamburg weit und breit, der sich unerschrocken äußerte, und ich begreife heute noch nicht, wie das solange gut gehen konnte. Für mein eigenes Durchstehvermögen in der furchtbaren Zeit waren mir Hans Leips Schriften und Gedichte immer wieder Trost und Stärkung.“
Schulz wurde ein Freund und eifriger Korrespondenzpartner von Leip. Der von dem Kunsthistoriker und Germanisten Jörg Deuter herausgegebene Briefwechsel der beiden ist eine wichtige Quelle für die Hans-Leip-Forschung.
Sein Nachruhm beruht jedoch hauptsächlich auf dem Gedicht Lili Marleen, das Leip 1915 verfasste und 1937 in den Gedichtband Die kleine Hafenorgel aufnahm; in der Vertonung von Norbert Schultze, interpretiert von der Sängerin Lale Andersen und verbreitet durch den Soldatensender Belgrad, erlangte das Lied während des Zweiten Weltkriegs eine ungemeine Popularität – nicht nur bei den Angehörigen der deutschen Wehrmacht.
Auch zahlreiche weitere Gedichte Leips wurden vertont, unter anderem von Norbert Schultze, Oss Kröher und Rudolf Zink. Der Pfadfinderschaft Grauer Reiter, der er freundschaftlich verbunden war, widmete Hans Leip 1957 das Gedicht Und irgendwo die Steppe, das in der Vertonung von Erik Martin nunmehr zum Bundeslied der Pfadfinderschaft avancierte.
Beachtlich ist aber auch das Werk des Malers und Grafikers Hans Leip. An den Beginn dieses Teils seines künstlerischen Schaffens erinnerte er sich später: „Nach dem Ersten Weltkrieg widmete ich mich sehr ausgiebig bald der Feder, bald dem Holzschnittmesser und der Pinselei [...] und illustrierte meine ersten schmalen Bücher. Und der gestrenge Thomas Theodor Heine ließ mich in seinem Simplicissimus, der berühmtesten aller Wochenschriften, eigene Zeichnungen zu eigenen Geschichten liefern. Ich hatte ein Atelier in schönster Lage meiner Heimatstadt, Ecke Jungfernstieg und Neuer Wall mit Blick auf die beiden Alsterbecken, den einer der großen Linolschnitte wiedergibt.“
Jörg Deuter hielt fest: „Die schöpferische Arbeit Leips verlagert sich im letzten Lebensjahrzehnt in die Graphikzyklen und in das Aquarellschaffen (auch zahlreiche Ölgemälde entstehen) [...] Vor allem war es die 1968 im Altonaer Museum von Gerhard Wietek arrangierte Ausstellung Hans Leip als Zeichner und Maler, die das graphische Schaffen ins Bewusstsein und verstärkt wieder in Fluss brachte.“

## Mitgliedschaften

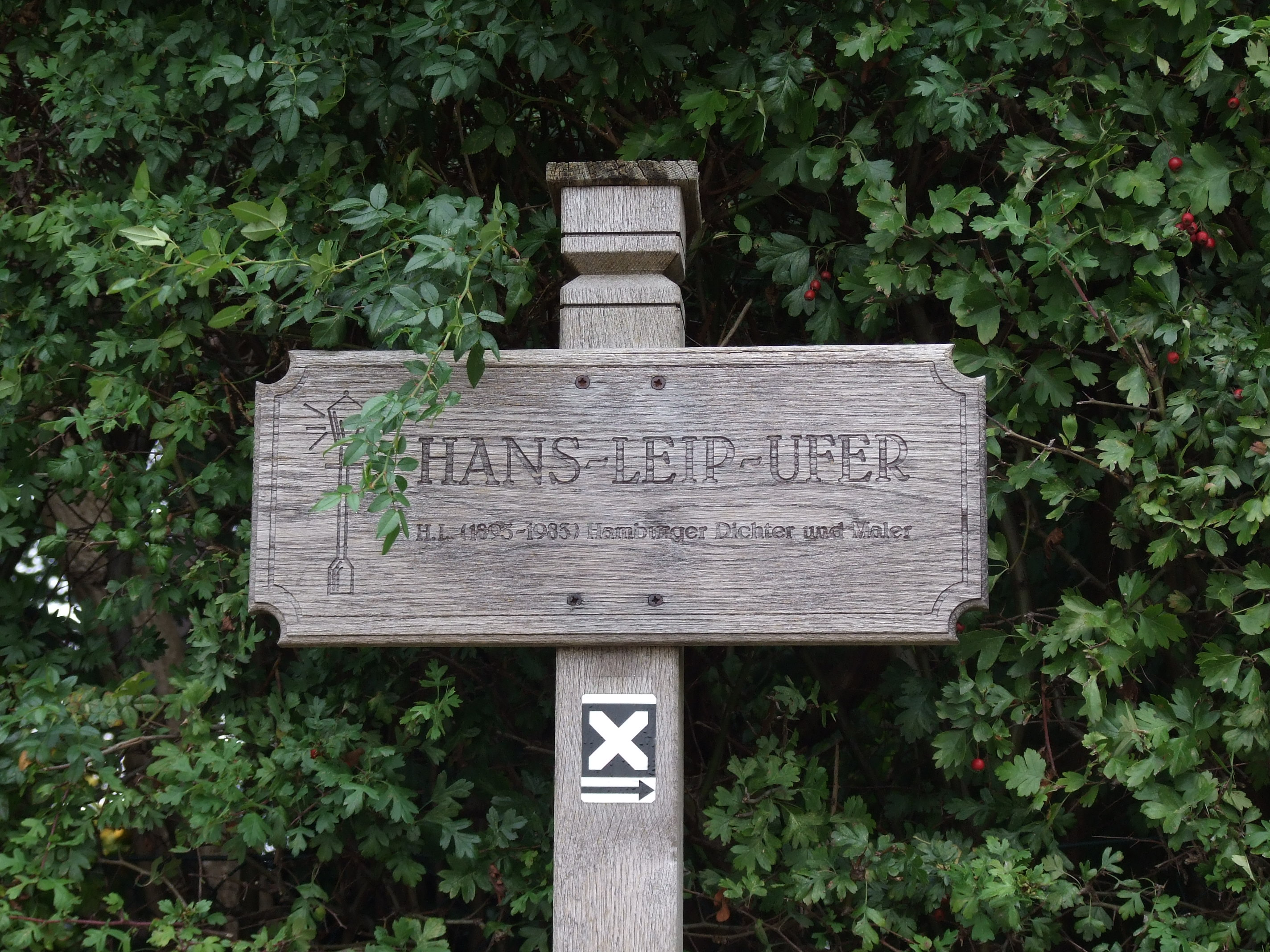
Hans-Leip-Ufer in Klein Flottbek am Europäischen Fernwanderweg E1

Hans Leip war Mitglied des P.E.N.-Zentrums der Bundesrepublik Deutschland, aus dem er jedoch – aus Protest gegen die deutsche Teilung – wieder austrat. Ab 1950 gehörte er der Deutschen Akademie für Sprache und Dichtung in Darmstadt und ab 1951 der Freien Akademie der Künste in Hamburg an.

## Auszeichnungen und Ehrungen
1961 wurde Leip vom Senat der Freien und Hansestadt Hamburg mit der Medaille für Kunst und Wissenschaft der Freien und Hansestadt Hamburg ausgezeichnet, der ihm 1973 auch eine Ehrenprofessur sowie 1978 die Biermann-Ratjen-Medaille verlieh.
Die Hans-Leip-Straßen in Cuxhaven-Döse und Quickborn sowie das Hans-Leip-Ufer in Hamburg-Altona wurden nach ihm benannt.

## Werke

### Prosa, Lyrik, Drama
- 1920: Laternen, die sich spiegeln, Altona u. a.
  - Die Segelfähre, Altona u. a.
  - Die Brücke Tuledu
- 1921: Der betrunkene Lebenskelch, Altona
- 1923: Der Pfuhl, München
- 1925: Godekes Knecht, Leipzig
- 1926: Tinser, wie vor
- 1927: Die Nächtezettel der Sinsebal, Hamburg
  - Der Nigger auf Scharhörn, wie vor
- 1928: Altona. Die Stadt der Parks an der Elbe Hammerich & Lesser, Altona
  - Brevier um fünf, Hamburg
  - Miß Lind und der Matrose, München
- 1929: Die Blondjäger, Berlin
  - Der Gaukler und das Klingelspiel, Hamburg  (unter Pseudonym Li-Shan Pe)
  - Die getreue Windsbraut, Bremen
  - Herodes und die Hirten, Berlin
- 1930: Untergang der Juno, Hamburg
- 1931: Von Großstadt, hansischem Geist, Grüngürtel, Schule und guten Wohnungen in Hamburg, Hamburg
- Unbedenkliche und bedenkliche Bemerkungen und Anekdoten den Ablauf von hundert Jahren Hamburger Künstlerverein betreffend. In: Hundert Jahre Hamburger Kunst. Hrsg. vom Hamburger Künstler-Verein anläßlich seines hundertjährigen Bestehens. Hamburg 1932, S. 37–46 (Digitalisat im DFG-viewer)
- 1932: Kolonie, Berlin .
- 1933: Die Klabauterflagge oder Atje Potts erste und höchst merkwürdige große Fahrt, Leipzig 1933 (Insel-Bücherei 448)
  - Die Lady und der Admiral, Hamburg
  - Segelanweisung für eine Freundin, Hamburg
  - Strandgeflüster, Altona
- 1934: Hamburg, Bielefeld u. a.
  - Herz im Wind, Jena
  - Jan Himp und die kleine Brise, Hamburg
- 1935: Max und Anny, Hamburg
- 1936: Wasser, Schiffe, Sand und Wind, Kassel (zusammen mit Fritz Lometsch)
- 1937: Fähre VII, Hamburg
  - Die kleine Hafenorgel. Christian Wegner Verlag, Hamburg
    - 1973 (Neuausgabe): Die Hafenorgel. Gedichte und Zeichnungen. Verlag Die Brigantine, Hamburg[15]
- 1938: Begegnung zur Nacht. Geschichten von Häfen und Küsten. Mit Zeichnungen des Verfassers. Cotta, Stuttgart
  - Liliencron, Stuttgart
  - Das Schiff zu Paradeis, Hamburg
- 1939: Die Bergung, Stuttgart .
  - Brandung hinter Tahiti, Hamburg
  - Ein hamburgisch Weihnachtslied, Hamburg
- 1940: Das Muschelhorn, Stuttgart
- 1941: Idothea oder Die ehrenwerte Täuschung. Komödie. Mit einer Einleitung von Kläre Buchmann[16]. Cotta, Stuttgart
  -     - 2015: Volltext-Ausgabe: SAGA Egmont, Kopenhagen (E-Buchvorschau bei Google Books)

  - Eulenspiegel. Abwandlungen eines alten Themas, Stuttgart (mit Radierungen von Roswitha Bitterlich)
- 1942: Kadenzen. Neue Gedichte. Cotta, Stuttgart
- Die Laterne, Stuttgart
- 1943: Der Gast. Erzählung. Cotta, Stuttgart[17]
  -     - 2015: Volltext-Ausgabe[18]: SAGA Egmont, Kopenhagen (E-Buchvorschau bei Google Books)
- 1944: Das trunkene Stillesein. Elf Kadenzen und eine Anmerkung des Dichters über die Form der Kadenz. Heinrich Ellermann, Hamburg 1944 (Reihe „Das Gedicht. Blätter für die Dichtung“, 10. Jg., 10. Folge, Juli)
  - Der Widerschein, Stuttgart
- 1946: Ein neues Leben, Stuttgart
  - Das Zauberschiff, Hamburg 1946.
- 1947: Barabbas. Passion in einem Aufzuge. Mit einem Nachwort und vier Zeichnungen. Conrad Kayser (Privatdruck), Hamburg
  - Das Buxtehuder Krippenspiel, Berlin u. a.
- Heimkunft. Neue Kadenzen. Kläre Buchmann zum Gedenken. Heinrich Ellermann, Hamburg 1947 (Reihe „Das Gedicht. Blätter für die Dichtung“)
  - Der Mitternachtsreigen. Ein Oratorium. Hammerich & Lesser, Hamburg
    - 2015: Volltext-Ausgabe: SAGA Egmont, Kopenhagen (E-Buchvorschau bei Google Books)

  - Rette die Freude, Flensburg u. a.
- 1948: Frühe Lieder, Hamburg
- 1949: Abschied in Triest. Christian Wegener, Hamburg
  - Drachenkalb singe, Hamburg
- 1950: Lady Hamiltons Heimreise, München
- 1952: Die Sonnenflöte, Braunschweig
- 1953: Die Groggespräche des Admirals von und zu Rabums, München
  - Die unaufhörliche Gartenlust, Hamburg
- 1954: Der große Fluß im Meer. Roman des Golfstroms. Paul List, München
  - Englische Übersetzung: The River in the Sea. Translated by H. A. Piehler und K. Kirkness. Putnam, New York 1958 (Digitalisat im Internet Archive)
- 1956: Des Kaisers Reeder. Eine Albert Ballin-Biographie. Kindler, München
- 1957: Störtebeker, Weinheim/Bergstr.
  - Und irgendwo die Steppe, Burg Hohenkrähen
- 1959: Bordbuch des Satans, München
- 1960: Glück und Gischt, Hannover
  - Hol über, Cherub, Bremen
- 1962: Hamburg, Zürich .
- Hamburg Juli 1943, Hamburg
- 1963: Kurzgedichte. Pentamen, Olten
  - Die Taverne zum musischen Schellfisch, München
- 1964: Einige Kadenzen. In: Thurgauer Jahrbuch, Bd. 39, S. 31–34 (doi:10.5169/seals-699267#33 bei e-periodica.ch)
  - Der tote Matrose, Lübeck u. a.
- 1965: Ein halbes Jahrhundert Hamburg, Sprendlingen b. Frankfurt a. M.
  - Sukiya oder Die große Liebe zum Tee, Düsseldorf u. a.
- 1967: Am Rande der See. Erzählungen. Verlag Die Brigantine, Hamburg
- 1968: Garten überm Meer. Neue Kadenzen. Mit Zeichnungen aus Skizzenbüchern des Autors. Verlag Die Brigantine, Hamburg
  - Hans Leip, Hamburg
- 1969: Aber die Liebe. Aus der Westwindkartei des Herrn Toppendrall. Roman. Verlag Die Brigantine, Hamburg
- [1971]: Anne Bonny. Schauspiel in sechs Bildern. Selbstverlag des Verfassers o. J.[19]
- 1976: Das ist Konstanz, Konstanz (zusammen mit Heinz Finke)
- 1979: Das Tanzrad oder Die Lust und Mühe eines Daseins. Ullstein, Frankfurt/M. u. a.
  - 2015: Volltext-Ausgabe (mit dem Untertitel „Autobiografie“): SAGA Egmont, Kopenhagen (E-Buchvorschau bei Google Books)
- 1982: Gleichschaltung im PEN Club in Hamburg. In: Rolf Italiaander (Hrsg.): Wir erlebten das Ende der Weimarer Republik. Zeitgenossen berichten. Droste, Düsseldorf, ISBN 3-7700-0609-7, S. 179

### Postum
- 1983: Das Hans-Leip-Buch. Erinnerungen, Gedichte, Gedanken, Erzählungen. Hamburg
- 1989: Trischen [Tagebuchaufzeichnungen, Gedicht, drei Aquarelle; Auflage 150 Ex.]. Hamburg
- 1990: Noch ist die Sonne wach. Lyrische Kadenzen. Jahresgabe 1989 der Hans-Leip-Gesellschaft. Hans-Leip-Gesellschaft, Hamburg
- 1991: Über die Kunst des Erzählens und weitere Vorträge, Hamburg
- 1992: Kurzgedichte, Hamburg
- 1993: Himmel über Pellworm, Hamburg
- 1994: Sieben Lieder der Hilgesill, Hamburg
- 1995: Fenster überm Strom, Hamburg
- 2005: Tage- und Nächtebuch der Hamburger Puppenspiele, Kiel

### Hörspiele
- 1948: Das Buxtehuder Krippenspiel. Regie: Fritz Schröder-Jahn. Mit Erwin Linder, Hans Quest, Christiane Merck, Hans Herrmann Schaufuß, Kaspar Brüninghaus (NWDR Hamburg)
- Der meergrüne Smaragd. Regie: Fritz Benscher (BR 1950)
- Der Nigger auf Scharhörn. Regie: Kurt Reiss. Mit Gerhard Bünte, Hans Fitze, Dinah Hinz, Otto Lüthje, Hartwig Sievers, Volker Lechtenbrink (NWDR Hamburg 1955)
- Seils in’e Nacht. Eine Störtebekerkomödie. Regie: Heinz Lanker. Mit Ernst Grabbe, Rolf Bohnsack, Ulla Mahrt, Heidi Mahler, Günther Siegmund, Karl-Heinz Kreienbaum (NDR 1968)

(Weiterführende Informationen zu allen vier Hörspielen siehe Hans Leip in der ARD-Hörspieldatenbank.)

### Herausgeberschaft
- 1921: Der Almanach der Götzenpauke, Hamburg
- 1927: Die silbergrüne Dschunke. West-östliche Begegnungen. Ein Almanach. Zu dem chinesischen Feste der Hamburger Gruppe. Asmus, Hamburg
- 1929: Kursfreies Logbuch, Hamburg
- 1930: Die Gauklerschaukel, Hamburg
- 1936: Das Hapagbuch von der Seefahrt, München
- 1942: Die schwebende Jungfrau und andere Spiele, Stuttgart
- 1945: Detlev von Liliencron: Gedichte, Stuttgart
- 1957: Das Meer, München